# ウエスト・ロンドン礁

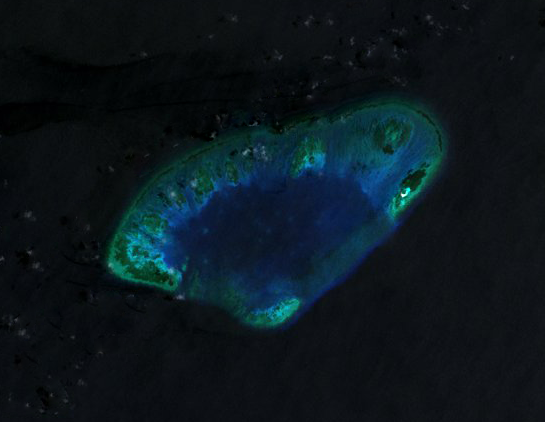
ウエスト・ロンドン礁

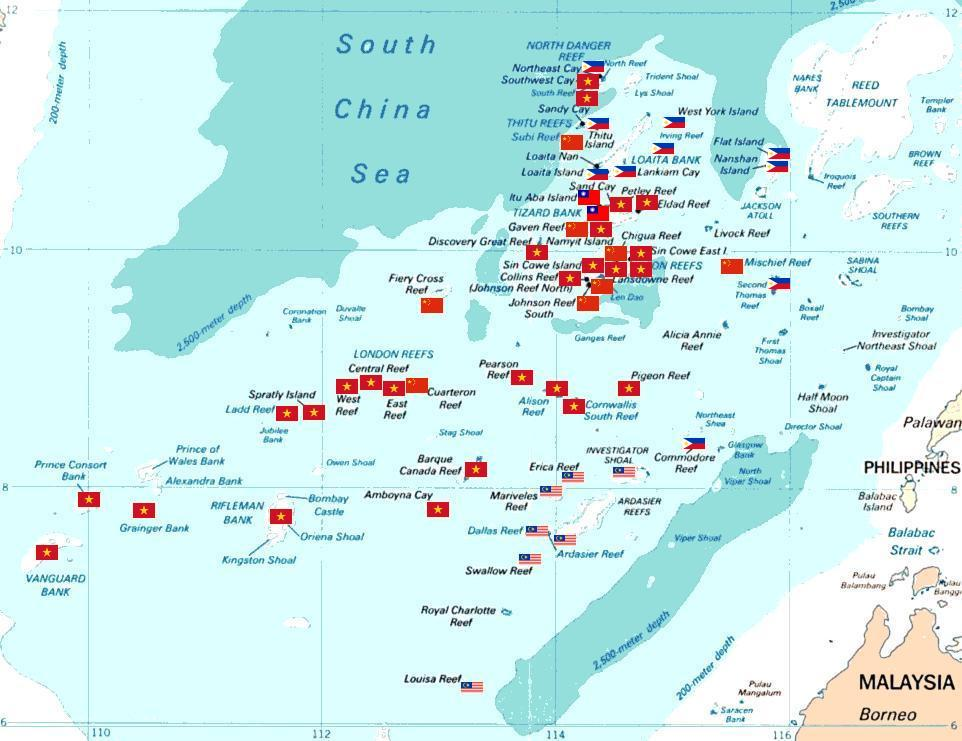
南沙諸島における南シナ海周辺諸国の実効支配状況

ウエスト・ロンドン礁（ウエスト・ロンドンしょう、英語：West London Reef/West Reef、ベトナム語：Đá Tây / 𥒥西、中国語: 西礁）は、南沙諸島にあるロンドン群礁（英語：London Reefs、中国語: 尹慶群礁）西部にある環礁である。北東-南西方向の長さは約8km、幅は約2.5km。草木も無く淡水も出ない。ベトナム名は「ダオ・ティ」。
1988年からベトナムが実効支配している。ベトナムは2010年から2015年の間に約6.5万m2の埋め立てを行って、建造物を建設している。ただし、その埋め立ての規模は、ファイアリー・クロス礁での中国による埋め立ての数十分の一程度にすぎない。
一方、中華人民共和国及び中華民国（台湾）も、この礁の主権を主張している。